# Junya Yamashiro
Junya Yamashiro (山城 純也 Yamashiro Jun'ya?, nacido el 19 de junio de 1985 en Yawata, Kioto) es un exfutbolista japonés. Jugaba de centrocampista y su último club fue el Zweigen Kanazawa de Japón.

## Trayectoria

### Clubes
| Club             | País  | Año         |
| ---------------- | ----- | ----------- |
| Cerezo Osaka     | Japón | 2004 - 2005 |
| Sagan Tosu       | Japón | 2006 - 2008 |
| V-Varen Nagasaki | Japón | 2009 - 2012 |
| Zweigen Kanazawa | Japón | 2013        |